# Транспорт в Таджикистане
Транспорт Таджикистана является неотъемлемой составной частью экономики республики.

## Автомобильный транспорт
Главное место в транспорте занимает автомобильный. Крупнейшими автомагистралями считаются Душанбе — Термез, Душанбе — Кургантеппа, Душанбе — Куляб, Душанбе — Худжанд, Хорог — Ош. В настоящее время открылась новая дорога Кульма — Карокурум — великий шелковый путь, который проходил в древние времена через Таджикистан.

## Воздушный транспорт
Самым эффективным транспортом считается авиация: общая протяженность авиалиний по республике — 4,8 тысяч километров.

## Железнодорожный транспорт
Железные дороги широкой колеи выполняют преимущественно внешнереспубликанские перевозки. Протяженность железных дорог 680 км (Душанбе — Термез, Яван — Термез с веткой на Куляб и Бекабад — Шураб).
Существует железнодорожное сообщение с Россией. После двухлетнего перерыва из-за пандемии коронавируса в 2022 году Россия планирует возобновить движение пассажирских поездов в Таджикистан по маршруту Куляб — Волгоград, Худжанд — Волгоград, а также Душанбе — Волгоград.